# Allocerastichus tricarinatus
Allocerastichus tricarinatus är en stekelart som beskrevs av Coote 1994. Allocerastichus tricarinatus ingår i släktet Allocerastichus och familjen finglanssteklar. Inga underarter finns listade i Catalogue of Life.